# Leucauge aurostriata
Leucauge aurostriata este o specie de păianjeni din genul Leucauge, familia Tetragnathidae. A fost descrisă pentru prima dată de O. P.-cambridge, 1897. Conform Catalogue of Life specia Leucauge aurostriata nu are subspecii cunoscute.